# جنگ رشیدیه عربستان
جنگ آل سعود و آل راشد در سالهای ۱۹۰۳–۱۹۰۷ که نبردهای قاسم نیز نامیده می‌شود، نیروهای وفادار به آل سعود، حاکمان امارت جدید نجد، را در مقابل امیرنشین جبل شمر قرار داد که توسط خانواده آل راشد اداره می‌شد. نبردهای متناوب آن با پیروزی قاطع سعودی‌ها در نبرد روضات محنه و تصرف استان قصیم در ۱۳ آوریل ۱۹۰۶ منجر شد.
اولین نبردهای سلطان عبدالعزیز آل سعود علیه امیرنشین جبل شمر متحد امپراتوری عثمانی بود که توسط ۸ گردان نظامی پشتیبانی می‌شد و تعداد اعضای هر گردان بین ۳۰۰ تا ۱۰۰۰ نفر بود. نبردهای زیادی بین ارتش سعودی به رهبری سلطان عبدالعزیز آل سعود در برابر امارت جبل شمر که توسط خاندان الرشید اداره می‌شد روی داد. نبردهای متناوب آن جنگ با پیروزی قاطع سعودی‌ها در نبرد روضات محنه و تصرف استان قصیم در ۱۳ آوریل ۱۹۰۶ به رغم درگیری‌های دیگری که در سال ۱۹۰۷ رخ داد، پایان یافت. اولین نبردها در شهر عنیزه در مارس ۱۹۰۴ آغاز شد، جایی که سلطان عبدالعزیز آل سعود عبدالعزیز بن متب الرشید را شکست داد. نیروهای سعودی کنترل شهر عنیزه را به دست گرفتند. تلفات امارت جبل شمر بسیار زیاد بود، زیرا در مقایسه با تلفات نیروهای سعودی که بیش از دو نفر نبود، ۳۷۰ نفر را از دست داد.